# NGC 1519
NGC 1519 је спирална галаксија у сазвежђу Еридан која се налази на NGC листи објеката дубоког неба.
Деклинација објекта је - 17° 11' 34" а ректасцензија 4h 8m 7,2s. Привидна величина (магнитуда) објекта NGC 1519 износи 12,8 а фотографска магнитуда 13,6. Налази се на удаљености од 24,680 милиона парсека од Сунца. NGC 1519 је још познат и под ознакама ESO 550-9, MCG -3-11-13, IRAS 04058-1719, PGC 14514.